# Багратіон Катерина Павлівна
Княгиня Катерина Павлівна Багратіон, уроджена графиня Скавронська (нар. 7 грудня 1783, Неаполь, Неаполітанське королівство — пом. 21 травня (2 червня) 1857, Венеція, Австрійська імперія) — дружина полководця Петра Багратіона, що прославилася в Європі своєю красою і безтурботною поведінкою.

## Життєпис
Дочка графа Павла Мартиновича Скавронського, посланця Російської імперії в Неаполі, відомого своєю душевною неврівноваженістю, пов'язаною з надмірною любов'ю до музики, і Катерини Василівни Енгельгардт, племінниці й одночасно фаворитки ясновельможного князя Потьомкіна.

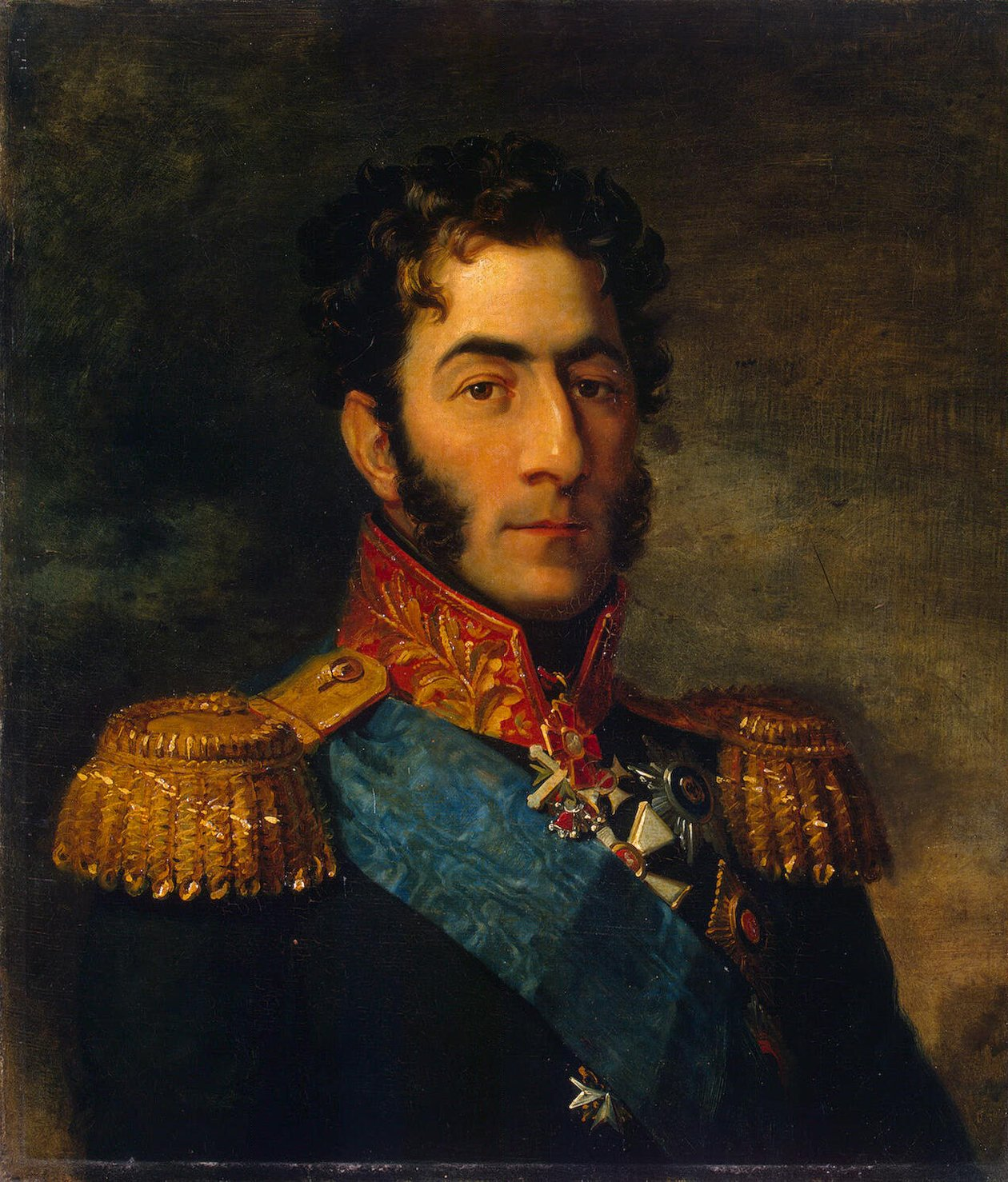
Петро Багратіон

### Весілля з Багратіоном
За протекцією імператора Павла I була видана заміж за генерала Багратіона в 1800 році. Вінчання відбулося 2 вересня 1800 року в церкві Гатчинського палацу.
Шлюб відбувся виключно з волі імператора, який вирішив по закінченні вдалих гатчинских маневрів влаштувати сімейне щастя героя. Павло в палацовій церкві оголосив придворним про свій намір бути присутніми при обряді вінчання князя Багратіона з графинею Скавронською, як говорили, тоді закоханої у графа Павла Палена. Наречений був вражений. Ніхто не наважився сперечатися з монархом. Приголомшену наречену в покоях імператриці «прибрали діамантовими до вінця наколками».
Ось що писав про цей союз генерал Ланжерон:
 "Багратіон одружився на маленькій племінниці [внучатій] кн. Потьомкіна… Ця багата і блискуча пара не підходила до нього. Багратіон був тільки солдатом, мав такий же тон, манери і був жахливо потворний. Його дружина була настільки білою, наскільки він був жахливим; вона була красива як ангел, блищала розумом, найбільш жива з красунь Петербурга, вона недовго задовольнялася таким чоловіком….

### «Блукаюча княгиня»

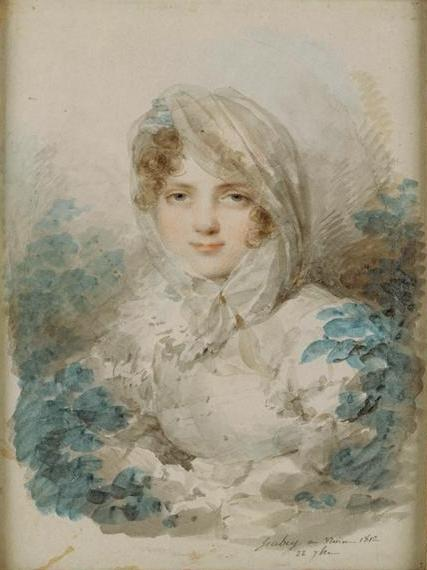
Портрет роботи Жана-Батиста Ізабе (1820)

У 1805 році княгиня остаточно порвала з чоловіком і поїхала до Європи. Дітей у подружжя не було. Багратіон кликав княгиню повернутися, але та залишалася за кордоном під приводом лікування. Виїхавши за кордон, вона зробила, як говорили про неї, «зі своєї карети як би другу батьківщину». В Європі княгиня Багратіон користувалася великим успіхом, здобувала популярність в придворних колах різних країн.
 Катерина скандально прославилася на всю Європу. Прозвана  «Le bel ange nu»  («Оголеним Ангелом») за свою пристрасть до прозорих суконь і  «Chatte blanche»  («Білої кішкою») — за безмежну чуттєвість, вона вийшла заміж за генерала князя Петра Багратіона. Від матері вона успадкувала ангельське обличчя, алебастрову білизну шкіри, блакитні очі і каскад золотого волосся.
— С.С.Монтефьоре. «Потёмкин»

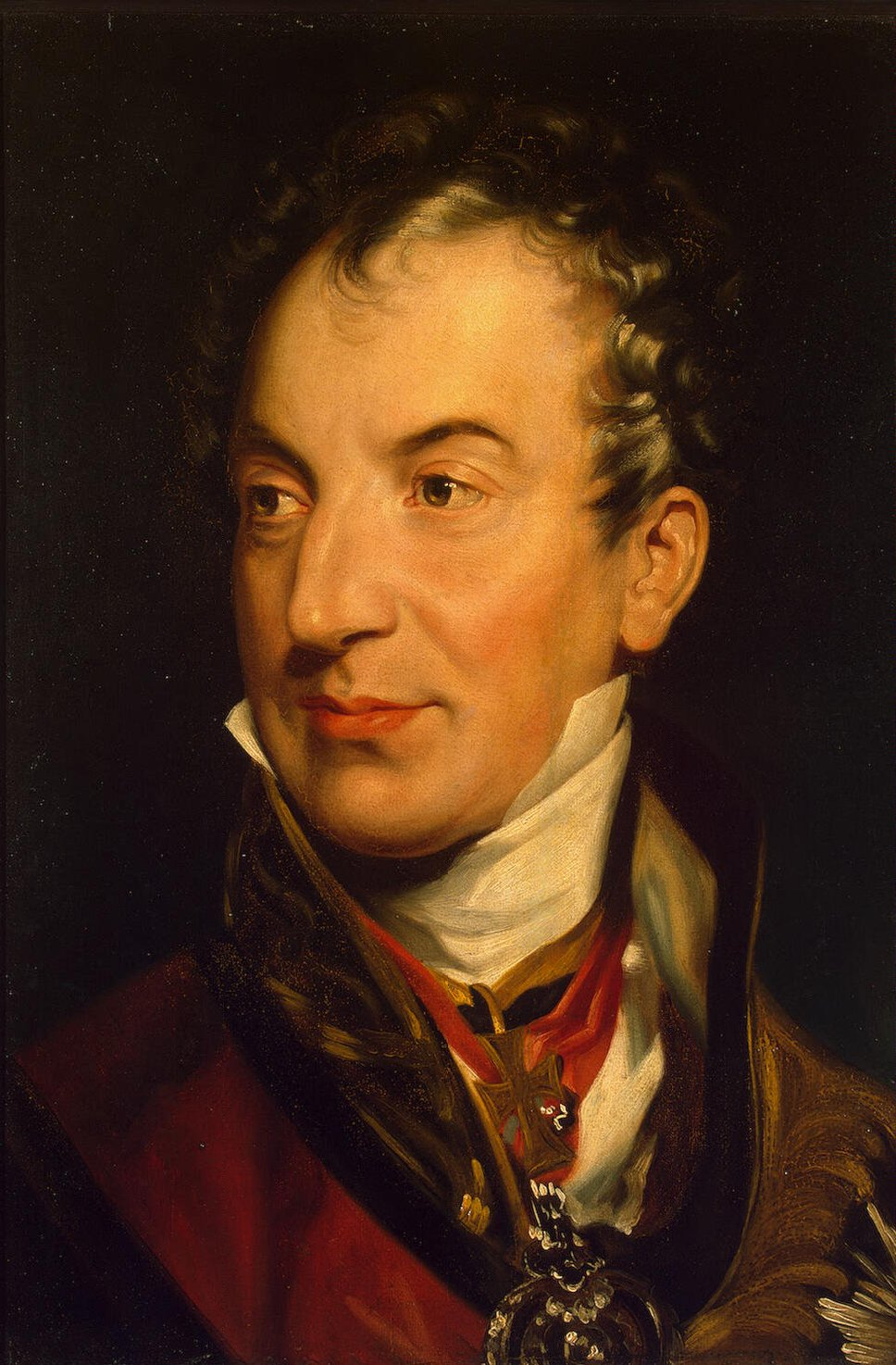
князь Клемент фон Меттерніх

У Дрездені вона стала коханкою князя Меттерніха і від нього в 1810 році народила доньку Клементину, названу на честь батька. Пальмерстон у своїх спогадах зазначав, що княгиня носить виключно білий напівпрозорий індійський муслін, що відверто облягав її форми.
Влаштувавшись у Відні, княгиня стає господинею проросійського антинаполеонівського салону. (Цікаво, що у Меттерніха був роман і з сестрою Наполеона Кароліною, дружиною Мюрата).
 Не маючи ніяких офіційних повноважень, княгиня заступає на негласний дипломатичний пост. Вона хвалилась, що знає більше політичних таємниць, ніж всі посланці разом узяті. Під її впливом вище австрійське суспільство починає бойкотувати французьке посольство. В її особі Наполеон знайшов серйозного політичного супротивника.
— Л. Третьякова. «Багратион — наши жёны…»
Імовірно, впливала на свого коханця-міністра: «через багато років княгиня із задоволенням згадувала, що саме вона вмовила Меттерніха погодитися на вступ Австрії в антинаполеонівську коаліцію». Також ходили чутки про її зв'язки з саксонським дипломатом Фрідріхом фон Шуленбергом (Graf Friedrich von Schulenberg), принцом Вюртемберзьким, лордом Чарльзом Стюартом та іншими.
Гете зустрічався з нею в Карлсбаді і захоплювався її красою, коли вона починала новий роман — з принцом Людвігом Прусським, який заради неї розірвав зв'язки з принцесою Сольмс. Принц незабаром загинув у битві при Заальфельді в Тюрінгії, і княгиня знову повернулася до Відня.
Князь Багратіон, однак, кохав дружину; незадовго до загибелі він замовив художнику Волкову два портрети — свій і дружини. Імператор чинив на нього тиск, і Клементина, дочка Меттерніха, була записана законною, в роду Багратіонов.
У публіцистиці зазвичай пишуть, що Багратіон відчував значні фінансові труднощі, викликані необхідністю забезпечувати дружину засобами в закордонних вояжах та оплачувати її рахунки. Це твердження викликає питання і, можливо, є художнім перебільшенням, бо Катерина була однією з двох дочок П. М. Скавронського, спадкоємця всіх величезних статків Скавронських, і її сестра Марія Пален і племінниця Юлія Самойлова володіли власними грошима і були фінансово незалежні від подружжя. У княгині Багратіон, на відміну від князя, гроші були, але як вони були розділені між подружжям, не вказується. Близько 1807 року він заклав у скарбницю орловський маєток своєї дружини, чим викликав обурення її родичів.
У 1812 році, після Бородінської битви, княгиня овдовіла.

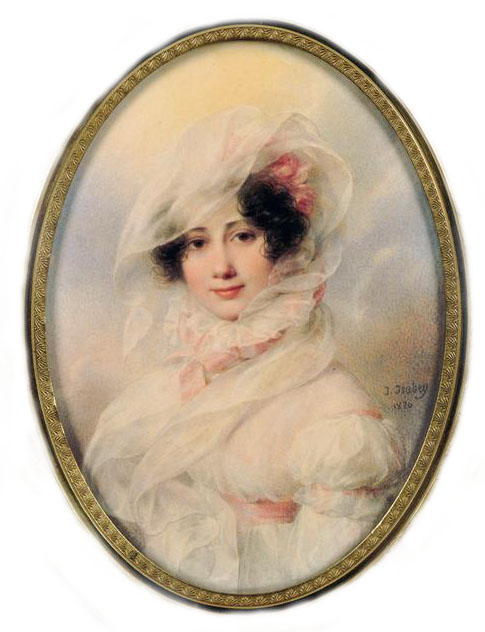
Мініатюра імовірно зображує княгиню Багратіон. Сумніви викликає колір волосся — золоті локони Катерини описані в багатьох мемуарах.

### Віденський конгрес
У 1814 році вона блищала на Віденському конгресі, де «Руська Андромеда» змагалася з герцогинею Саган, «Клеопатрою Курляндії», — черговою коханкою Меттерніха, за прихильність Олександра I. Обидві левиці оселилися в розкішному Palais Palm, зайнявши кожна свою половину. Сформований «любовний квадрат» викликав чималий інтерес в оточуючих.
Як стверджують, інтерес імператора становила не тільки краса княгині («княгиня Багратіон, чия дотепність була ще більш звабливою, ніж колір обличчя»), але і наявні у неї відомості:
 «Таємним агентом Росії називали, наприклад, красуню княгиню Катерину Багратіон, — писав сучасник, — розумну і спритну інтриганку, жінку надзвичайно легковажну. Під час Віденського конгресу імператор Олександр бував у неї вечорами і під час цих відвідин, що затягувалися до пізньої години, вислуховував повідомлення, які його цікавили».

Втім, наскільки правдиво, що княгиня «перебувала на секретній службі», невідомо. Існують думки, що вона була просто інструментом:
 Ті хитрощі, які Олександр I застосував на початку Віденського конгресу в боротьбі з Меттерніхом, були жіночі хитрощі. Бажаючи вивідати таємниці лукавого дипломата, він опанував симпатіями спочатку княгині Багратіон, колишньої коханки Меттерніха, а потім симпатіями герцогині Саган, до якої якраз в епоху конгресу мав особливу ніжність сластолюбний австрійський князь. Відомо, що майбутні творці Священного союзу ознаменували свої відносини в ту пору найскандальнішою сваркою, і Меттерніх в своїх мемуарах, вельми, втім, брехливих, запевняв навіть, що Олександр викликав його на дуель.
— Г.И. Чулков. «Императоры: Психологические портреты»

### Подальше життя
У 1815 році перебралася до Парижу, придбавши особняк на Єлисейських полях (Rue Faubourg St. Honoré, 45), прославилася там численними любовними зв'язками й потьомкінськими діамантами, перебувала під наглядом таємної поліції, тримала салон. В ньому бував Бальзак, він згадується в романі Гюго «Знедолені». Кухарем княгині був Марі-Антуан Карем, творець високої кухні. В одному зі своїх листів Бальзак говорить, що княгиня була однією з двох жінок, з яких він писав Феодору в «Шагреневій шкірі».

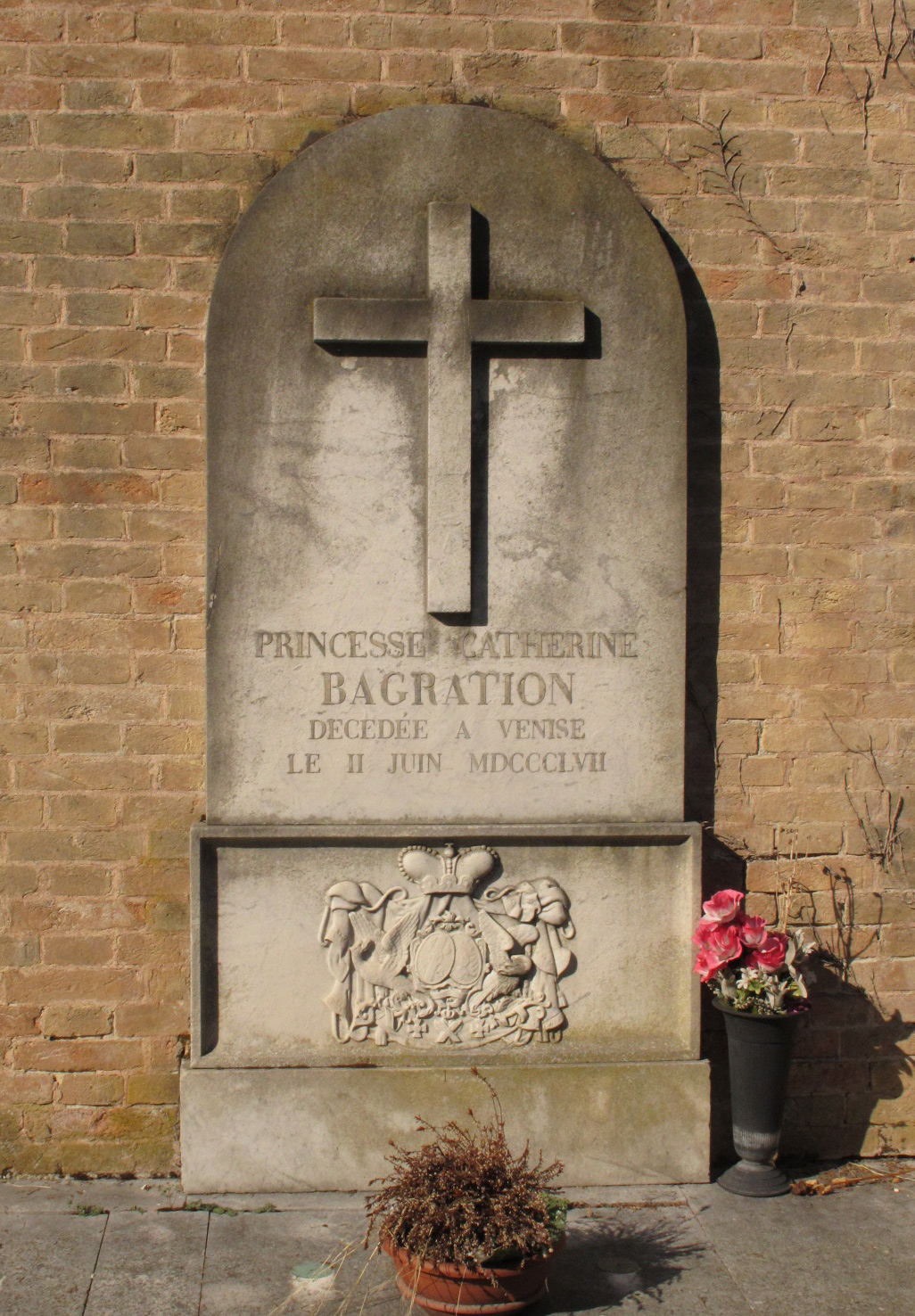
Надгробок Катерини Багратіон на венеціанському кладовищі острова Святого Михайла

11 січня 1830 року стала дружиною англійського генерала і дипломата Карадока, лорда Гоудена (Sir John Hobart Caradoc, 2nd Baron Howden of Howden and Grimston) (1799—1873), який був молодший за неї на 16 років. Вона вирішила залишити прізвище Багратіон, і незабаром стала жити з новим чоловіком окремо. Карадок відрізнявся привабливістю для жінок, і при розлученні навіть ходили чутки, що він ініціює розлучення, бо привернув увагу юної королеви Вікторії.
До похилих років у княгині віднялися ноги, і лакеї возили її в кріслі. Померла у віці 73 років, похована у Венеції.

## Портрети
- Дві мініатюри Жана-Батіста Ізабе , що зберігаються в Луврі[20].
- Згадується портрет роботи Боровиковського і Волкова.

## В літературі
- Stella K. Hershan. «The Naked Angel». ISBN 3-937800-27-1. Роман про кохання Катерини й Меттерніха.
- Персонаж роману Барбари Картленд «Крижана діва».
- Одна з головних героїнь історичної повісті Михайла Казовского «Катиш і Багратіон».
- Згадується в романі Пікуля «Пером і шпагою»
- Данилова, Альбина Ожерелье светлейшего. Племянницы князя Потёмкина. Биографические хроники. — Москва: Изд-во Эксмо, 2006. — 608 с., ил. (глава «Катерина», присвячена Катерині Енгельгардт-Скавронській) — ISBN 5-699-09107-6

## В кінематографі
- В історико-біографічному фільмі «Багратіон» (СРСР, 1985) роль Катерини Павлівни Багратіон (Скавронськой) виконала Таїсія Литвиненко.